# 2006 en Colombie-Britannique
Chronologie de la Colombie-Britannique
- 2002
- 2003
- 2004
- 2005
- 2006
- 2007
- 2008
- 2009
- 2010

Cette page concerne des événements qui se sont produits durant l'année 2006 dans la province canadienne de Colombie-Britannique.

## Politique
- Premier ministre : Gordon Campbell
- Chef de l'Opposition : Carole James du Nouveau Parti démocratique de la Colombie-Britannique
- Lieutenant-gouverneur : Iona Campagnolo
- Législature :

## Événements
- Mise en service à Vancouver de la  VCC–Clark SkyTrain Station , station de la Millennium line du SkyTrain de Vancouver[1].
- Achèvement du Yoho Bridge, pont autoroutier sur la Trans-Canada Highway[2].

## Naissances
- 5 octobre : Jacob Tremblay, acteur.